# Surveyor 7
Surveyor 7 är en obemannad rymdsond från NASA, med uppdrag att landa på och fotografera månen. Den sköts upp från Cape Canaveral, med en Atlas LV-3C Centaur-D, den 7 januari 1968. Den landade på månen den 9 januari och fram till den 21 februari 1968 sände den totalt 21091 bilder tillbaka till jorden.

### Fotnoter
1. ↑  ”NASA Space Science Data Coordinated Archive” (på engelska). NASA. https://nssdc.gsfc.nasa.gov/nmc/spacecraft/display.action?id=1968-001A. Läst 24 mars 2020.